# 佐藤孝一 (会計学者)
佐藤 孝一（さとう こういち、1905年11月11日 - 1975年10月18日）は、日本の会計学者。
東京府東京市下谷区二長町（現・東京都台東区台東）出身。1930年早稲田大学商学部卒、1932年同講師、1938年助教授、1942年教授。1951年「剰余金の研究」で早稲田大学より商学博士の学位を取得。長谷川安兵衛に師事。
門下生に新井清光、染谷恭次郎、加古宜士等がいる。

## 著書
- 『会計組織論』東京泰文社　1936
- 『減価償却論』巌松堂　1936
- 『商業会計論 講義要綱 第1分冊』東京泰文社 1938
- 『会社会計論 合名及合資会社編』巌松堂書店 1939
- 『商業会計論』東京泰文社 1939-1941
- 『会計学教材 第2分冊 訂正3版　巌松堂書店 1940
- 『企業会計論 第1分冊』巌松堂書店 1942
- 『会計学原論 上巻』太平社 1947
- 『原価計算』太平書房 1948
- 『会計実務 上巻』太平社 1949
- 『監査基準』太平社 1949
- 『商業会計』千倉書房 1950
- 『商業会計の実務』中央経済社 1950
- 『剰余金の研究』中央経済社 1950
- 『簿記概論』太平社 1950
- 『経理用語辞典』ダイヤモンド社 1951
- 『内部統制を中心とする会計制度の要点』中央経済社 1951
- 『現代会計学』中央経済社 1952
- 『新らしい会計学』中央経済社 1953
- 『新らしい商業簿記』中央経済社 1953
- 『現代監査論 上巻』税務経理協会 1953
- 『原価計算の知識』中央経済社 現代経済知識全集 1954
- 『現代簿記精解』中央経済社 1954
- 『会計学入門』同文館 1955
- 『原価計算論』中央経済社 1955
- 『商業簿記』青林書院 会計学講座 1955
- 『剰余金論』中央経済社 1955
- 『近代監査論』中央経済社 1957
- 『財務諸表通論』同文館 1957
- 『新会計学』中央経済社 1958
- 『近代会計組織』春秋社 新会計学全書 1961
- 『財務諸表論入門』税務経理協会 1961
- 『要説監査論』中央経済社 1962
- 『財務諸表論』税務経理協会 1967
- 『新監査論』中央経済社 1967
- 『簿記会計小辞典』中央経済社 1967
- 『新講監査論』中央経済社 専門基礎講座　1968
- 『会計年表』中央経済社 1969
- 『現代会計学通論』中央経済社 1969
- 『現代簿記通論』中央経済社 1969
- 『博士・修士・卒業論文の書き方』同文館出版 1973

### 共編著
- 『英和商品用語集』編著 太平書房 1947
- 『英和貿易略語集』編著 太平書房 1947
- 『英和貿易用語集』編著 太平書房 1947
- 『和英貿易用語集』編著 太平書房 1947
- 『英和商品用語集』編著 太平書房 1947
- 『和英商品用語集』編著 太平社 1947
- 『会計ハンドブック 1958年版』太田哲三,黒沢清共監修 中央経済社 1957
- 『今日の会計学』共著 有信堂選書　1957
- 『新撰簿記会計辞典』編著 中央経済社 1958
- 『株式会社会計』編 中央経済社 1959
- 『原価計算』佐藤真一共著 高文社 経済学ハンドブック　1959
- 『財務諸表』佐藤真一共著 有信堂 経済学ハンドブック　1959
- 『商業簿記』佐藤真一共著 有信堂 経済学ハンドブック　1960
- 『資本剰余金会計』編 中央経済社 1963
- 『解説新監査基準・準則』共著 中央経済社 1966
- 『近代会計学大系 第5　財務会計論』編 中央経済社 1968
- 『上級簿記』編 中央経済社 1968

### 翻訳
- アメリカ公認会計士協会編『会計公準と会計原則』新井清光共訳 アメリカ公認会計士協会 1962

## 論文
- <佐藤孝一